# Airport and East Hills Line
Airport & East Hills Line (svenska: Flygplats och East Hills-linje) är en tåglinje som ingår i Sydneys pendeltågsnät och sträcker sig från staden Sydneys centrum till förorten Macarthur via East Hills. Linjen, som ursprungligen hette East Hills Line döptes 2000 om till Airport & East Hills Line i samband med att järnvägsförbindelsen Airport Link, som sträcker sig förbi Sydneys flygplats, invigdes 21 maj 2000.

## Sträckan
Linjen omfattar delar av fem järnvägslinjer, City Circle, Illawarra Line, East Hills Line, Main Southern Line samt New Southern Railway. Från Sydney C körs tåg längs Illawarra Line tills de svänger av vid början av New Southern Railway (för att köra via Sydneys flygplats) eller tills de kommer fram till Wolli Creek Junction där East Hills Line har sin start. Strax efter Wolli Creek Junction, vid Turrella Junction, förenas linjerna East Hills Line och New Southern Railway, från denna punkt följer linjen drygt 24 km längs East Hills Line till Glenfield North Junction där East Hills Line tar slut. Från Glenfield North Junction utnyttjar linjen banan Main Southern Line till Macarthur. Från Sydney C till en punkt mellan stationerna Kingsgrove och Beverly Hills finns det fyra spår (med undantag av förbindelsen förbi flygplatsen där det finns bara två spår), från Beverly Hills till Macarthur finns det till största delen bara två spår. Utbyggnadsprojektet Kingsgrove to Revesby Quadruplication (K2RQ) håller på att bygga ut banan mellan Kingsgrove och Revesby från två till fyra spår och räknas att stå klart 2013.

## Turtäthet
Som många andra linjer som ingår i Sydneys pendeltågsnät lider Airport & East Hills Line av låg turtäthet utanför rusningstrafik, särskilt mellan Revesby och Macarthur.

### Vardagar
Utanför rusningstid trafikeras linjen av minst sex tåg i timmen, då minst sex tåg köras via Sydneys flygplats varje timme. De allra flesta av dessa tåg fortsätter till vändstationen Revesby. Från Revesby fortsätter minst två tåg i timmen till Campbelltown eller Macarthur. Under rusningstid körs betydligt fler turer, upp till tolv i timmen, varav många slipper att köra förbi flygplatsen och kör istället förbi Sydenham.

### Helger
På helger trafikeras linjen av fyra tåg i timmen, varar två vänder vid Revesby medan de andra två fortsätter till Campbelltown eller Macarthur, samtliga körs via flygplatsen med några få undantag på sena kvällen.